# Game Boy Player
Le Game Boy Player est un accessoire pour la GameCube permettant d'insérer des cartouches  Game Boy, Game Boy Color et Game Boy Advance pour y jouer directement sur une télévision à l'aide des manettes de la console de salon. Il reprend le principe du Super Game Boy de la Super Nintendo,.

## Caractéristiques
Le Game Boy Player est vendu avec un disque permettant à la console de pouvoir détecter ce dernier, sans quoi la console lancera le menu ou le disque de jeu autre que celui de cet accessoire.
Plusieurs coloris s'offraient à l'accessoire, pour correspondre aux couleurs disponibles sur la GameCube. Ils diffèrent selon les continents où l'accessoire a été commercialisé :
- Europe : Noir.
- Japon :  Noir, Indigo, Spice (Orange) et Platine.
- Amérique du Nord : Noir.
- Australie : Noir et Indigo.

Une alternative Big Ben Interactive du Game Boy Player existe, mais ne permet que de jouer à des jeux Game Boy Advance. Nommé Advance Game Port, cette solution intègre une fonction triche.

## Manettes compatibles
La manière la plus simple de jouer avec le Game Boy Player est la manette GameCube traditionnelle, mais il existe d'autres moyens de jouer, car les jeux de la gamme Game Boy utilisent la croix directionnelle, ce qui peut engendrer quelques problèmes de gameplay notamment pour les jeux de plates-formes comme les Super Mario, bien que la manette officielle soit déjà équipée d'une croix directionnelle.
Il est possible de jouer aux différents jeux de la gamme Game Boy avec la Game Boy Advance elle-même en la reliant au GameCube via le câble officiel prévu à cet effet, la seule condition étant qu'il faut allumer la Game Boy Advance pour pouvoir jouer, le seul défaut de cette façon de jouer est qu'il faut mettre des piles dans la console portable pour que cela fonctionne.
Un constructeur nommé Hori a également créé une manette spécialement conçue pour le Game Boy Player ressemblant à celle de la Super Nintendo. La différence principale avec la manette GameCube officielle est la suppression des deux sticks analogiques.

## Menu Game Boy Player
Le menu de l'accessoire de la GameCube propose diverses options et de réglages :
- Réglage de l'habillage : 20 fonds d'écran sont disponibles, du simple décor de GBA à une GameCube violette, en passant par les planètes ou même le camouflage de militaire kaki.
- Réglage du zoom de l'écran Game Boy : choix entre Normal ou Large.
- Réglage des boutons L, R et Select de la GBA sur la manette GameCube : on peut attribuer soit la configuration 1 (L = L, R = R et X/Y = Select), soit la configuration 2 (L/R = Select, Y = L et X = R).
- Réglage de la netteté : choix entre Doux, Normal ou Net.
- Le minuteur : réglable de 1 à 60 minutes avant qu'une sonnerie ne retentisse, par exemple pour les parents qui surveillent le temps de jeu de leurs enfants.
- Changement de cartouche : il est possible de changer de cartouche sans éteindre la console.

Il faut noter que certains jeux Game Boy monochromes avaient une fonctionnalité Super Game Boy sur la Super Nintendo, autrement dit certains jeux étaient "re"colorisés, une bordure en rapport avec le jeu s'affichait à l'écran en guise de décoration (on peut citer Street Fighter 2, Donkey Kong '94) et des jeux possédaient des effets sonores améliorés (voire des voix numérisées). Ces fonctionnalités ne sont pas compatibles avec le Game Boy Player, où seules les bordures incluses dans l'accessoire sont disponibles, et où la colorisation des jeux monochromes de la Game Boy Color et la Game Boy Advance reste identique.